# Famille de Lassus
Pour les articles homonymes, voir Familles de Lassus.
La famille de Lassus est une famille subsistante de la noblesse française originaire de Montréjeau en Haute-Garonne qui subsiste en deux branches.
La branche de Lassus (aînée) a donné un conseiller au parlement de Toulouse en 1740 (mort sans postérité). Elle reçut le titre de baron héréditaire en 1860, confirmé en 1865. Elle compte un député de Haute-Garonne de 1871 à 1876.
La branche de Lassus Saint-Géniès (cadette) a été anoblie par une charge de capitoul de Toulouse en la personne de Jean Pierre de Lassus, élu en 1742. Elle compte parmi ses membres un contrôleur général des marbres du roi, un préfet, des officiers généraux et un prieur général des Chartreux en 2014.

## Histoire

### Origines
Le nom Lassus signifie Là-haut, en ancien français.
La famille de Lassus est originaire de Montréjeau dans le sud du département de la Haute-Garonne où elle se trouve établie dès le début du XVIIe siècle. Sur le plan historique et culturel cette cité appartient au Comminges et plus largement à la Gascogne.
Selon certains auteurs, elle est originaire du village d'Azet en vallée d'Aure dans le département des Hautes-Pyrénées et issue d'un certain Raymond de Lassus, juge d'Aure en 1511. Dans ce village, sur la porte d'une maison que l'on dit être le berceau des Lassus, on lit l'inscription Dieu de Lassus, loge-nous la sus. À cette famille appartenait également Jacques de Lassus, juge au ressort d'Aure, qui tua un avocat et s'enfuit en Catalogne où une famille de Lassus (éteinte de nos jours) fut anoblie comme citoyen noble de Perpignan le 21 septembre 1633.
La famille actuelle revendique son origine en vallée d'Aure mais la filiation prouvée et suivie ne remontant toutefois pas au-delà de Jean de Lassus, habitant de Montréjeau au début du XVIIe siècle, cela ne permet pas d'affirmer la communauté d'origine avec la famille de Lassus en vallée d'Aure.
Jules Villain dans l'ouvrage La France moderne (1913) indique que la famille de Lassus est originaire de  Montréjeau en Languedoc où elle a pour premier auteur Jean de Lassus, habitant de Montréjeau au début du XVIIe siècle.
Henri Jougla de Morenas dans le Grand Armorial de France indique la famille de Lassus originaire du Languedoc et cite deux branches: la branche de Saint-Geniès : capitoul de Toulouse en 1742, comparant à Toulouse en 1789 et la branche de Bizous : conseiller au Parlement de Toulouse 1740, comparant à Toulouse et à Muret en 1789, seigneur de Nestier, Labarthe, baron héréditaire en 1865.
Régis Valette dans le Catalogue de la noblesse française (2007) indique également la famille de Lassus de Saint-Geniès originaire de Montréjeau en Languedoc.
Des auteurs lui rattachent la famille de Lassus descendante de Jean de Lassus qui fut anobli comme citoyen noble de Perpignan le 21 septembre 1633 et qui s'est éteinte au XIXe siècle.

### Filiation prouvée et suivie
La filiation prouvée et suivie est établie à partir de Jean de Lassus, habitant de Montréjeau au début du XVIIe siècle, marié à Jeanne [Bossost] de Campels dont il eut entre autres : Pierre de Lassus (l'aîné), avocat en parlement au siège de Montréjeau, marié en 1663 à Guillemette Thoujan, auteur de la branche de Lassus et autre Pierre de Lassus (le cadet), mort en 1669, conseiller du roi et magistrat président à la sénéchaussée de Toulouse, marié à Gabrielle de Viguerie, auteur de la branche de lassus-Saint-Geniès.

## Branche aînée: de Lassus
Jule Villain dans la généalogie qu'il a établie de la famille de Lassus dans La France moderne (1913) donne pour cette branche la filiation suivante : 
- Pierre de Lassus, mort le 21 juin 1698 à Montréjeau (fils aîné de Jean de Lassus, habitant de Montréjeau et de Jeanne de Campels)[2], avocat en parlement à Montréjeau. marié en 1663 à Guillemette Thoujan, dont[2] :
  - Jean de Lassus, né en 1634 et mort le 6 janvier 1694, notaire royal à Montréjeau, marié le 9 juillet 1656 à Marie d'Antin, dont[2] :
    - Pierre de Lassus, né le 4 août 1664 et mort le 1er décembre 1724, docteur ès droits, premier consul de Montréjeau en 1694, lieutenant du marquisat de Montespan, avocat au parlement, devint plus tard conseiller du roi, et subdélégué de l’intendant d'Auch. Contrôleur général des marbres du roi dans les Pyrénées. Marié en 1691 à Marie de Sartor, il eurent 7 enfant dont[2] :
      - Marc-François de Lassus, dit « le Grand Lassus », seigneur de Labarthe et de Camon, né le 24 avr. 1692 et mort le 4 août 1780, conseiller du roi, juge du pays de Rivière, juge en chef de l’élection de Rivière-Verdun par lettres du 7 févr, 1716, directeur des marbres du roi dans les Pyrénées, subdélégué de l'intendant d’Auch. Il fit bâtir l'hôtel de Lassus à Montréjeau. Marié le 8 mai 1770 à Marie-Claire Roques, dont entre autres[2] :
        - Pierre de Lassus (1717-1784), seigneur de Labarthe, conseiller au parlement de Toulouse (31 mars 1751), conseiller honoraire par lettres du 3 déc. 1783, juge en chef du pays de Rivière et du marquisat de Montespan. Marié par contrat du 13 août 1733 à Dominiquette-Françoise Duffo, dont entre autres[2] :
          - Marc Bertrand François de Lassus (1745-1794), seigneur de Labarthe et de Nestier, conseiller au parlement de Toulouse en 1764. Il fut convoqué aux assemblées de la noblesse tenues à Toulouse et à Muret en 1789. Il assista à celles des États de Comminges en qualité de seigneur de Montréjeau, Camon, Nestier et autres lieux. Condamné à mort par jugement du tribunal révolutionnaire de Paris du 18 messidor an II, exécuté le lendemain place de la Nation à Paris sous le nom de M. de Nestier, ses restes reposent au cimetière de Picpus. Marié en 1769 à Gabrielle de Lacaze, dont[2] :
            - Marc-François-Bertrand-Guillaume de Lassus, né en 1770, mort sans enfants, il nomme comme son héritier Marc de Lassus, son neveu[2].

          - Jacques- Epiphane de Lassus (1751-1828), seigneur de Bizous, marié à Germaine Vigouroux, dont[2] :
            - Pierre de Lassus (1799-1848), marié à Hortense Durand, dont[2] :
              - Marc de Lassus (1828-1897), maire et conseiller général de Montréjeau, député de la Haute-Garonne de 1871 à 1876, président de la Société des études du Comminges (1889-1897)[2]., titré baron héréditaire par lettres patentes de 1865[8]. Marié à Caroline Pillet-Will, dont :
                - Bertrand de Lassus (1868-1909), pyrénéiste à la fin du XIXe siècle. Il fit construire à Montréjeau de 1893 à 1898 le château de Valmirande de style néo-Renaissance qui fut vendu à sa mort sans postérité.
                - Marc de Lassus (1881-1954), capitaine d'infanterie, 3e baron de Lassus, président de la Société des études du Comminges (1940-1954). Marié à Pauline Foy, dont :
                  - Arnaud de Lassus (1919), marié avec Élisabeth Lévêque de Vilmorin, dont postérité.

## Branche cadette: de Lassus Saint-Geniès
Jule Villain dans la généalogie qu'il a établie de la famille de Lassus dans La France moderne (1913) donne pour cette branche la filiation suivante : 
- Pierre de Lassus (fils cadet de Jean de Lassus, habitant de Montréjeau et de Jeanne de Campels)[2], conseiller du roi et magistrat président à la sénéchaussée de Toulouse, mort avant 1669. Marié à Gabrielle de Viguerie, dont :
  - Jean-Antoine de Lassus, bourgeois de Montréjeau, conseiller aux requêtes du palais en 1739, puis conseiller au parlement de Toulouse, mort avant 1741. Marié à Jeanne Lafforgue, qui est dite « veuve » dans acte du 3 juin 1741, dont entre autres :
    - Jean-Pierre de Lassus, écuyer, seigneur de Saint-Geniès, né en 1694, mort en octobre 1758, officier du génie de la marine, arpenteur du roi en Louisiane en 1724, planteur à Saint-Domingue. Élu Capitoul de Toulouse en 1742, il est anobli par cette charge. Il acquit la même année la terre et château de Saint-Geniès et ses descendants ajouteront le nom de cette terre à leur patronyme. Marié en premières noces en 1732 à Catherine Pasquier, et en deuxièmes noces à Clotilde Berrurier, dont :
      - Jean-François de Lassus Saint-Geniès, né à Saint-Domingue en 1733 et mort à Saint-Geniès en 1808, officier dans la marine royale, puis officier au régiment de Quercy. Il dénombra ses biens nobles devant les capitouls de Toulouse en janvier 1770. Marié en 1777 à Rose Labedan, dont :
        - Anne-Nicolas-François de Lassus Saint-Geniès, né à Saint-Geniès le 12 sept. 1788 et mort le 3 novembre 1859. Sorti de l’École Polytechnique, officier d’artillerie, il fît les campagnes du Premier Empire. Marié à Caroline de Verpy, dont :
          - Marie-Louis-Césaire-Gaston de Lassus Saint-Geniès, né à Metz le 23 août 1815 et mort le 28 mars 1886, préfet des Pyrénées-Orientales, de Seine-Maritime et de Savoie. Marié en 1845 à Madeleine de Martin d’Ayguesvives, dont :
            - Camille-François-Pierre de Lassus Saint-Geniès, né à Toulouse le 9 mars 1846 et mort à Paris le 18 oct. 1902. Vice-président de la Société Générale. Marié en 1886 à Jeanne Gounod, fille du compositeur Charles Gounod dont postérité.
            - Henri-Joseph-Prosper-Gaston de Lassus Saint-Geniès, né à Toulouse le 21 janv. 1851 et mort au château de la Nine le 26 juillet 1896, avocat puis secrétaire général de la Compagnie des chemins de fer de l'Ouest Algérien. Marié en 1881 à Alice Boissonnet de La Touche (1857-1932) dont :
              - François de Lassus Saint-Geniès (1883-1940)[9], officier d'artillerie. Marié le 15 juillet 1914 à Élisabeth Picot, dont postérité.
              - Pierre de Lassus Saint-Geniès (1886-1986), marié le 27 juillet 1920 avec Yvonne Hébrard de Villeneuve (1894-1986), dont postérité.
              - Étienne de Lassus Saint-Geniès (1887-1979), industriel, président de la société Thomson, de la Compagnie des lampes, vice-président d'Alsthom, dont postérité.
              - Gaston de Lassus Saint-Geniès (1893-1965), général de corps d'armée, dont postérité.

## Personnalités
- Jean-Pierre de Lassus (1694-1758), arpenteur du roi en Louisiane, planteur à Saint-Domingue, capitoul de Toulouse en 1742 ;
- François de Lassus Saint-Geniès (1883-1940), officier d'artillerie et cadre de l'Action française ;
- Étienne de Lassus Saint-Geniès (1887-1979), industriel ;
- Jean-Pierre de Lassus Saint-Geniès (1914-2010), général de corps d'armée et résistant sous le nom de colonel Legrand ;
- Henri de Lassus Saint-Geniès (1938), député européen (1997-1999)[10] ;
- Pauline de Lassus Saint-Geniès (1983), nom de scène Mina Tindle, auteure-compositrice-interprète française.

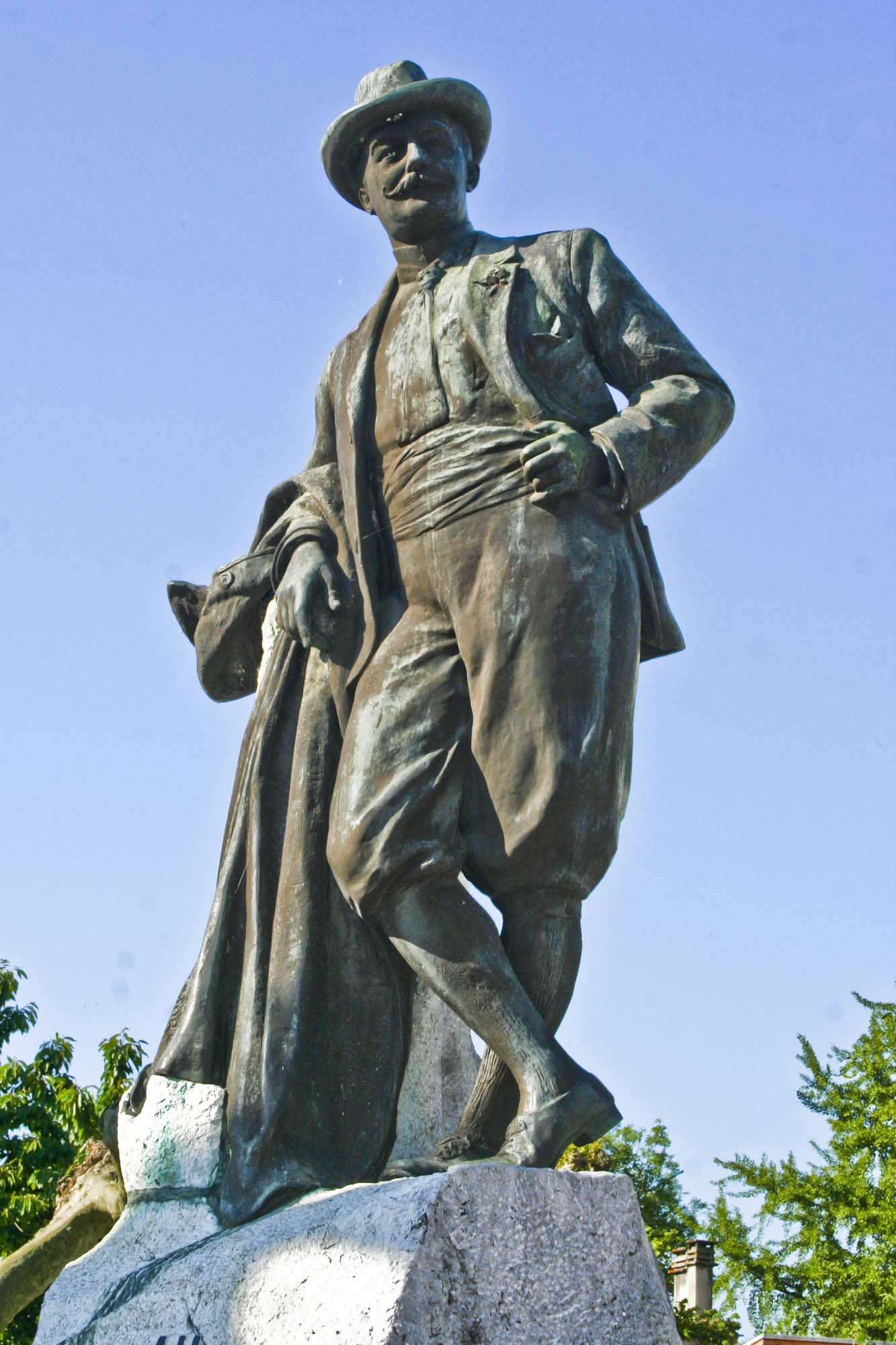
Bertrand de Lassus Statue par Montorgue (Montréjeau)
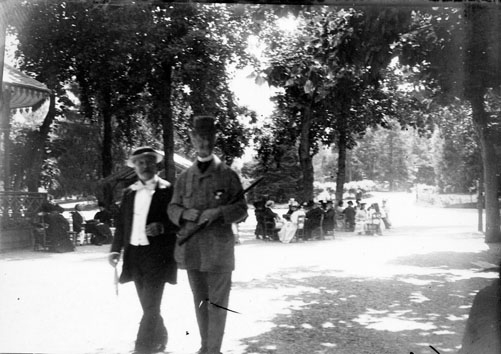
Le baron de Lassus et Henry Russell à Luchon en 1895
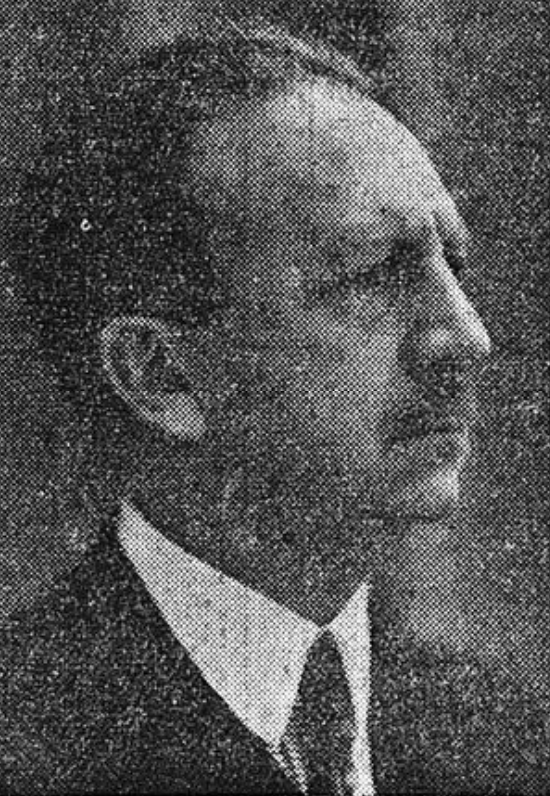
François de Lassus Saint-Geniès (1883-1940)
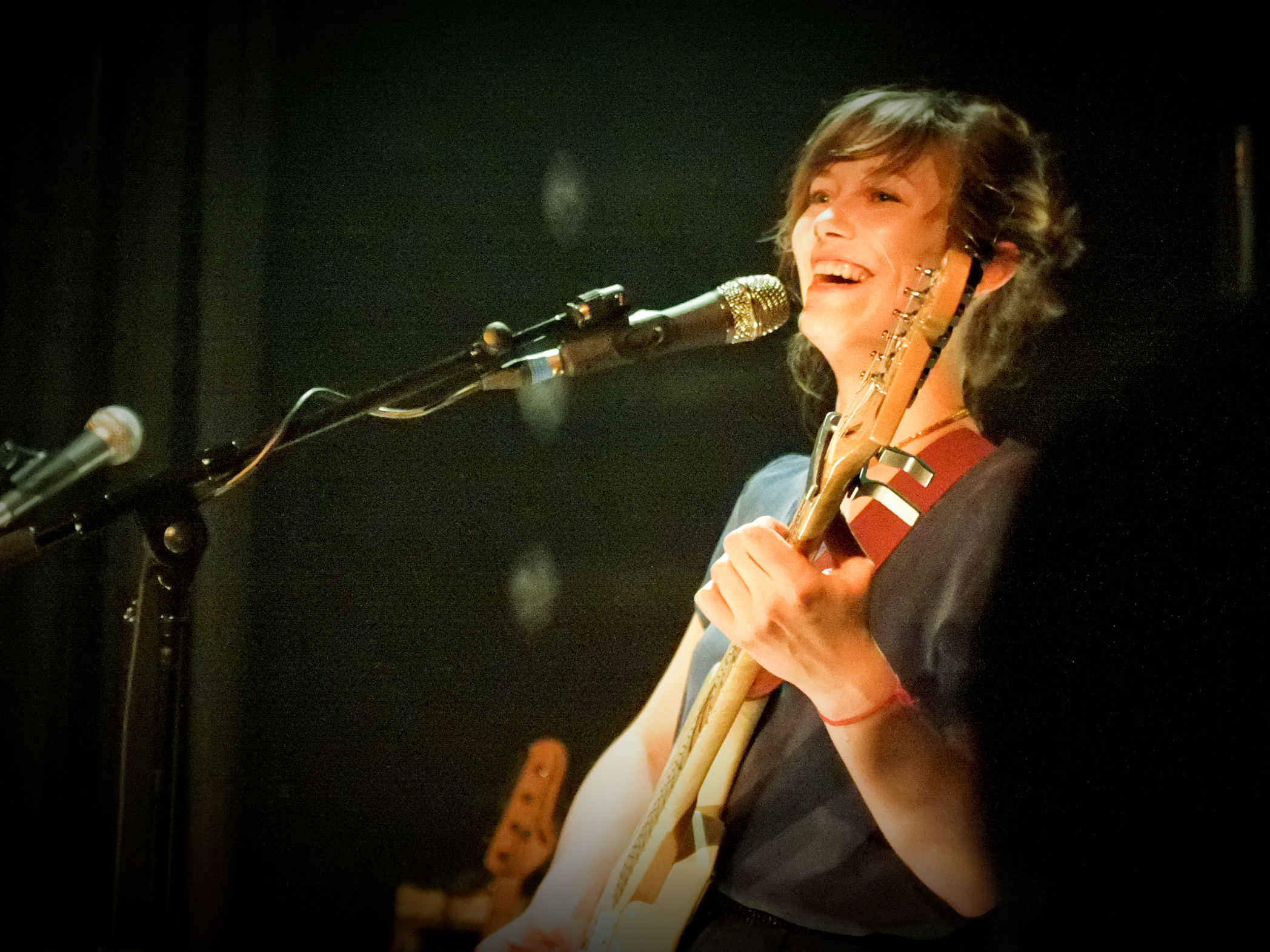
Pauline de Lassus Saint-Geniès (1983)

## Armes, devise
- D'or, à la bande engrêlée de gueules, accompagnée de deux grenades feuillées et tigées de même, posées en bande[5],[2].
- De gueules à un homme couché sous un arbre de sinople, le tout sur une terrasse du même, au chef cousu de gueules (armes de Jean-Pierre de Lassus (1694-1758), capitoul de Toulouse en 1742, seigneur de Saint-Géniès)[2].
- De gueules à un homme couché sous un arbre de sinople, le tout sur une terrasse du même, au chef d'argent chargé de trois têtes de maures (armes de Jean-François de Lassus (1733-1809), seigneur de Saint-Géniès).
- D'argent, au chevron d'azur accompagné en chef de 2 grenades au naturel, et en pointe d'une grappe de raisin du même (armes portées par Pierre de Lassus-Marcilly (1696-1749).

Armes de la famille de Lassus.
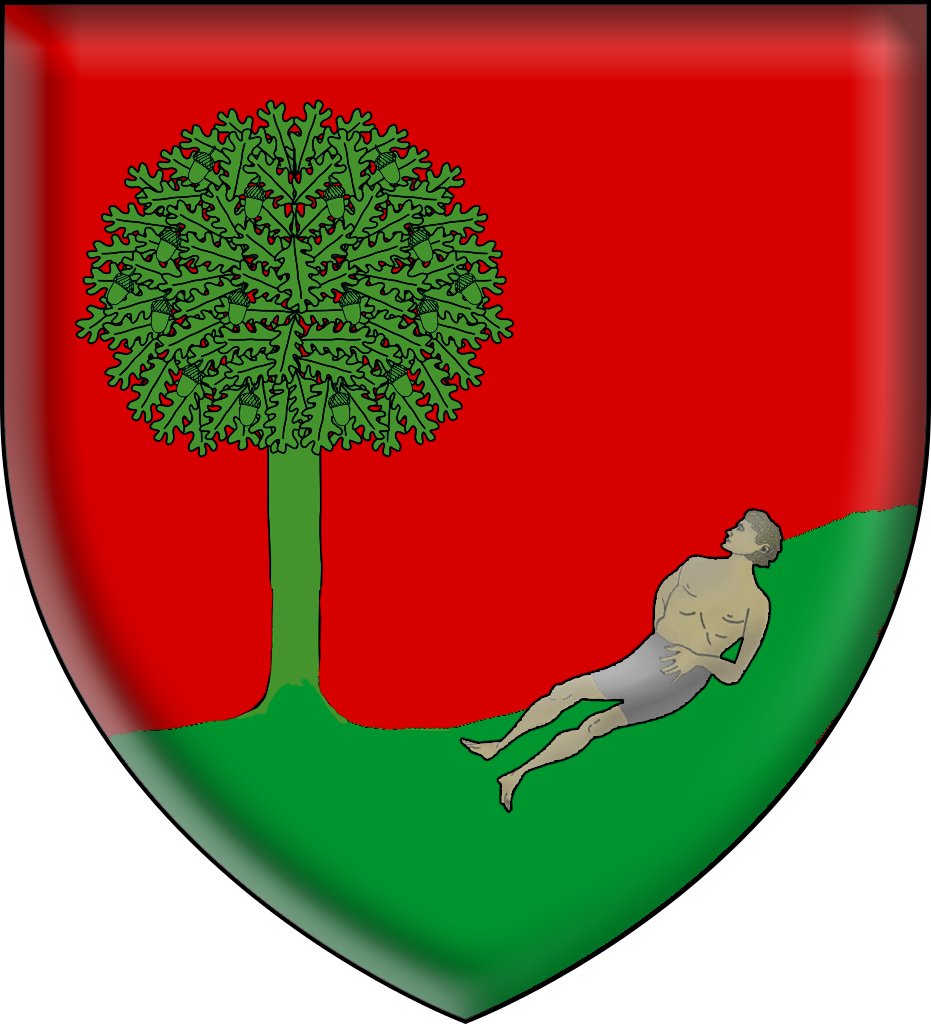
Blason de Jean-Pierre de Lassus (1694-1758), capitoul de Toulouse en 1742.
Blason de Pierre de Lassus-Marcilly (1696-1749).
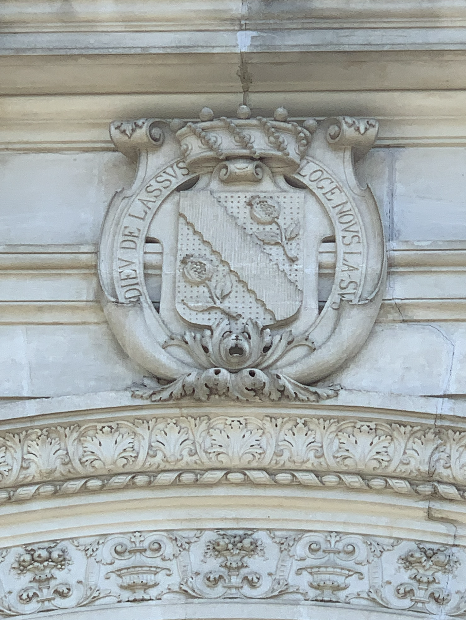
Blason de Lassus, château de Valmirande (Haute-Garonne)

Devise : Dieu de Lassus loenus Lassus

## Noblesse et titres
- Par décret du 7 janvier 1860 et lettres patentes du 8 juillet 1865, la branche aînée de Lassus est confirmée dans le titre de baron qu'elle portait depuis l'acquisition de la seigneurie de la baronnie de Labarthe en 1759[8].

- La branche cadette de Lassus Saint-Geniès est anoblie en 1742 par une charge de capitoul de Toulouse[5]. Cette branche n'est pas titrée mais porte un titre de courtoisie de baron[11]. Elle a été admise à  adhérer à l'Association d'entraide de la noblesse française en 1947.

## Demeures et châteaux
- Hôtel de Lassus (XVIIIe siècle) à Montréjeau (vendu).
- Château de Valmirande à Montréjeau, achevé en 1898, toujours propriété de la famille
- Château de Saint-Geniès, à Saint-Geniès-Bellevue, depuis le XVIIIe siècle,  toujours propriété de la famille.
- Château de Vauchelles-lès-Domart.
- Château de Loubins.

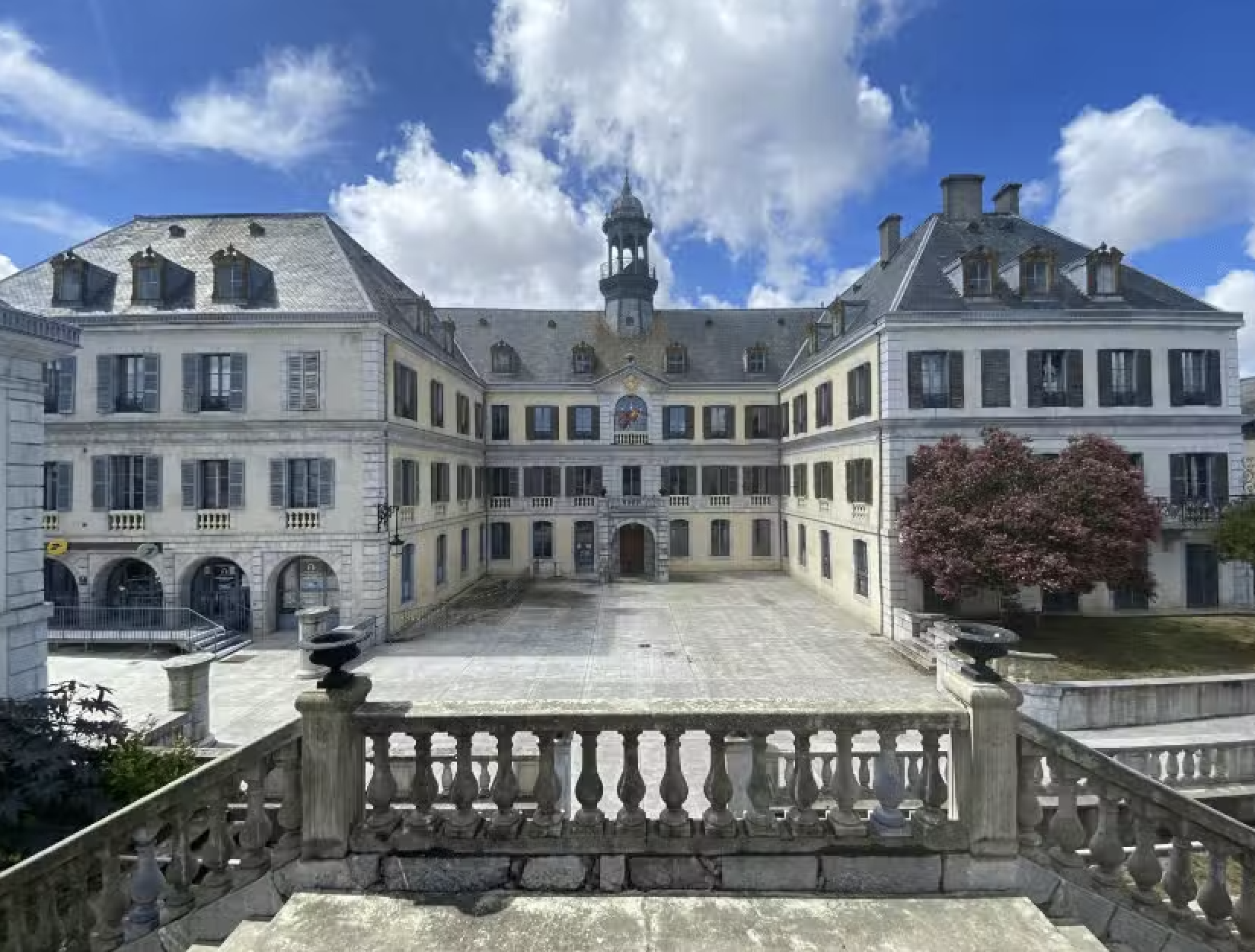
Hôtel de Lassus à Montréjeau
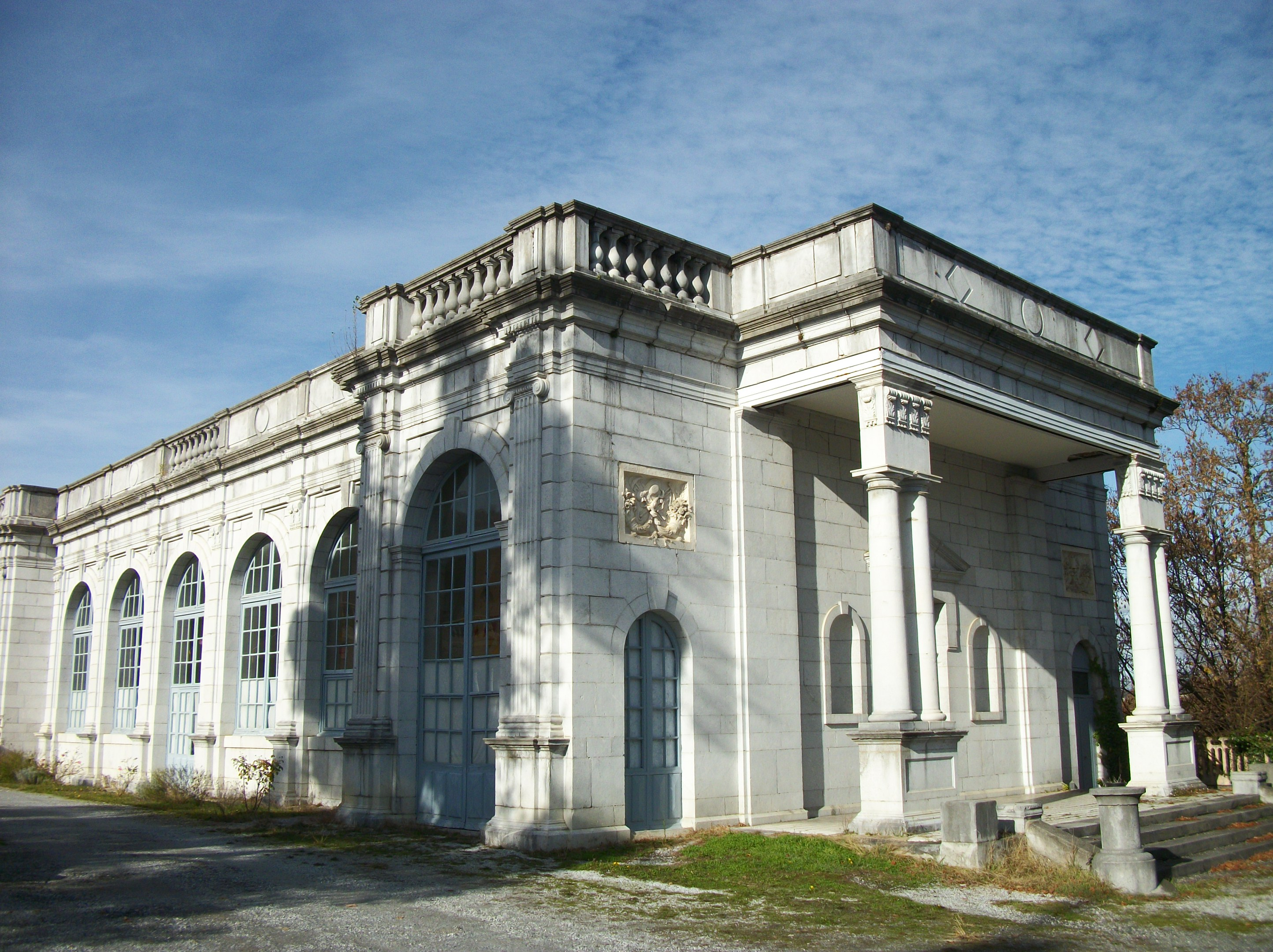
Orangerie de l'hôtel de Lassus à Montréjeau
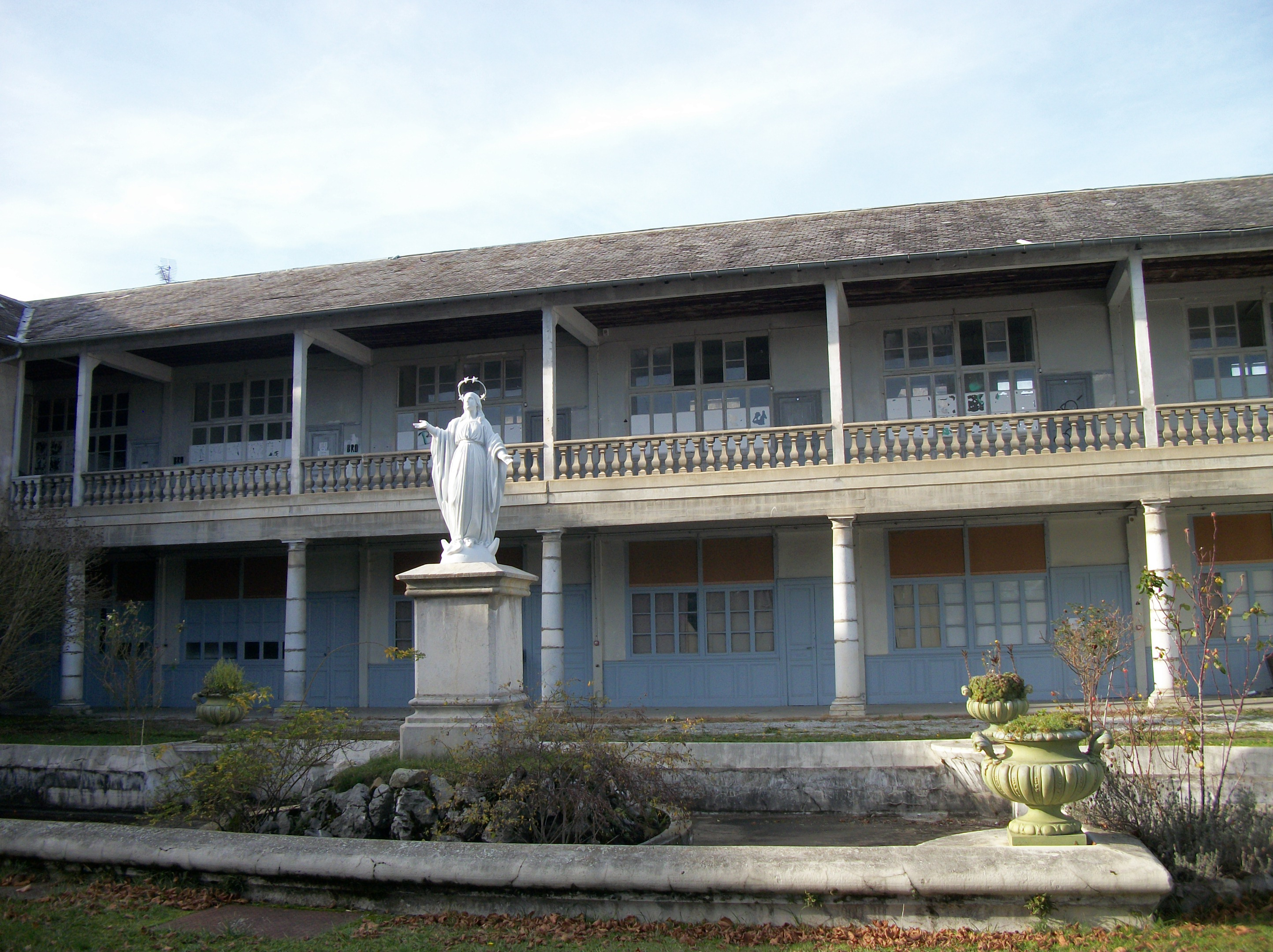
Parc de l’Hôtel de Lassus à Montréjeau
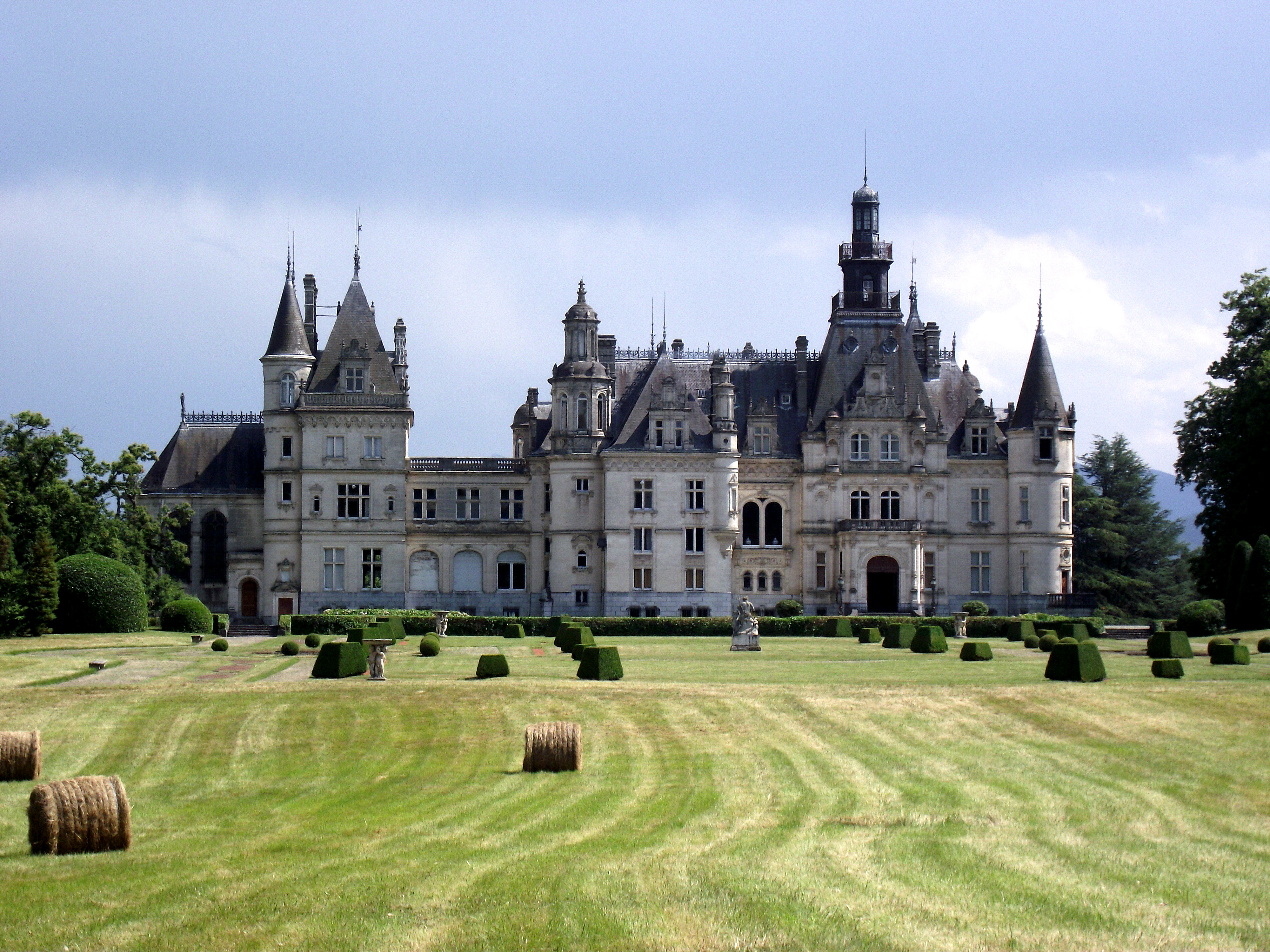
Château de Valmirande à Montréjeau
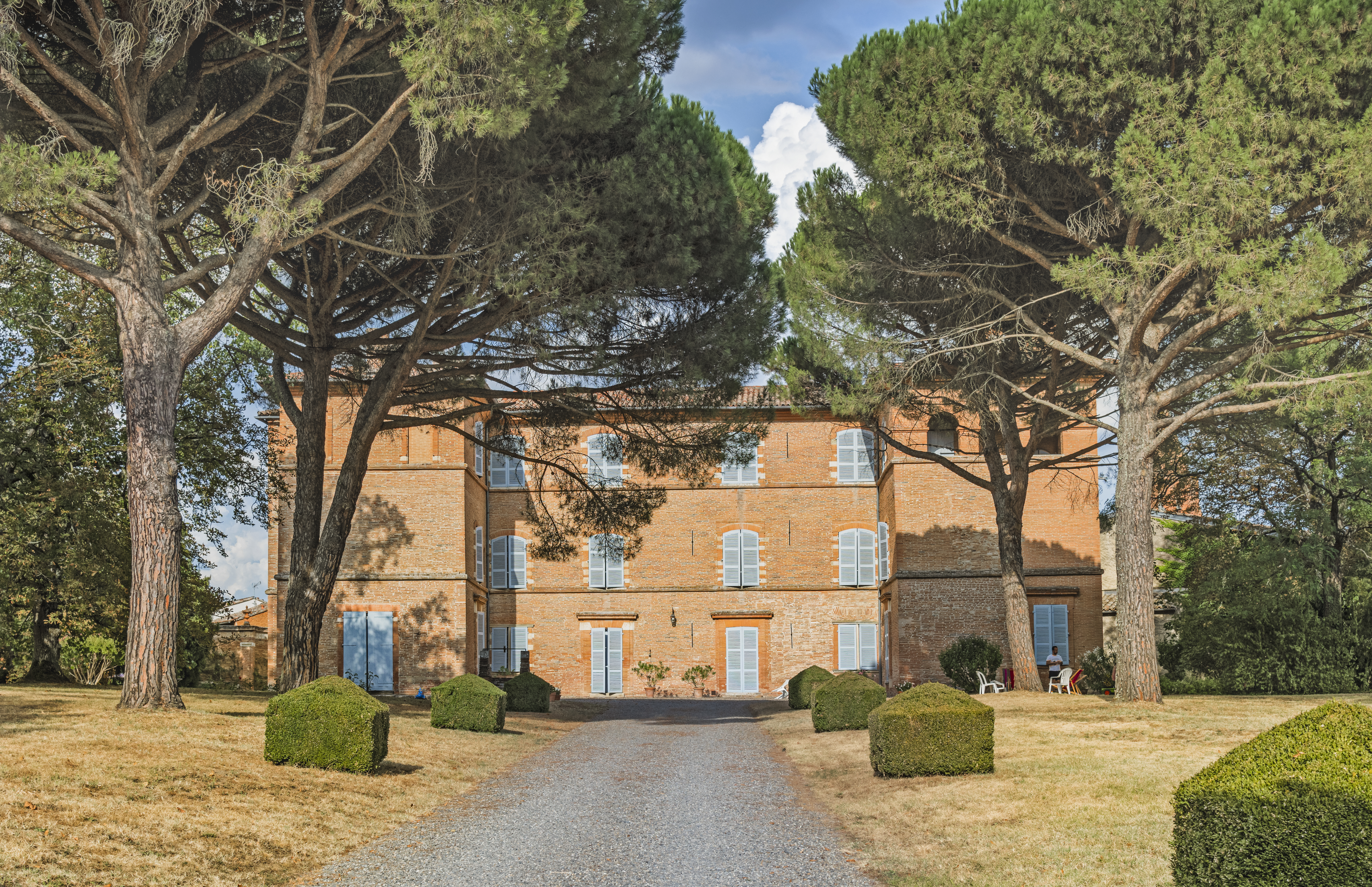
Château de Saint-Geniès-Bellevue
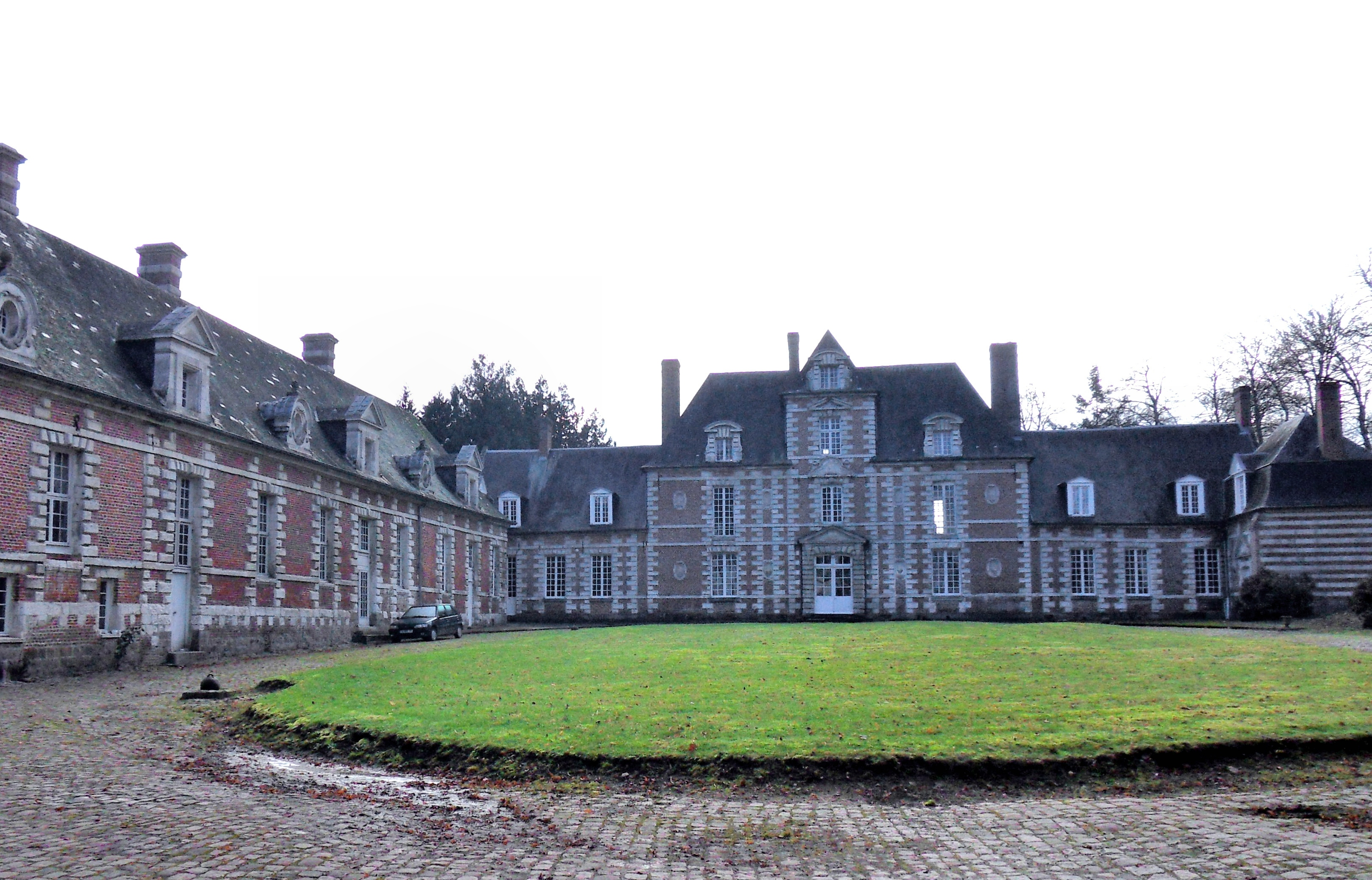
Château de Vauchelles-lès-Domart

## Alliances
Les principales alliances de la famille de Lassus sont :
Branche de Lassus : Campels, Thoujan (1663), d'Antin (1656), Sartor (1691), Roques, Duffo (1733), de Lacaze (1769), Vigouroux (1806), Durand, Pillet-Will (1865), de Gassaud (1876), Foy (1907), Lévêque de Vilmorin, de Montesquiou-Fezensac (1937), Dufresne de Saint-Léon (1948).
Branche de Saint-Geniès : de Viguerie (1669), Pasquier (1732), Berrurier, Labedan (1777), de Verpy (1811), de Martin d'Ayguesvives (1845), Gounod (1886), Boissonnet, de Richard d'Ivry (1912), Bourceret (1914), de La Bourdonnaye (1942), Le Cour Grandmaison, Courlet de Vregille, Le Mesre de Pas, du Fayet de La Tour, Favier du Noyer de Lescheraine.